# Antonio Maria Cagiano de Azevedo
Antonio Maria Cagiano de Azevedo, italijanski rimskokatoliški duhovnik, škof in kardinal, * 14. december 1797, Santopadre, † 13. januar 1867, Rim.

## Življenjepis
10. avgusta 1824 je prejel duhovniško posvečenje.
22. januarja 1844 je bil imenovan za škofa Senigallie, povzdignjen v kardinala in imenovan za kardinal-duhovnika S. Croce in Gerusalemme. 11. februarja istega leta je prejel škofovsko posvečenje. S tega položaja je odstopil 18. julija 1848.
27. junija 1853 je bil imenovan za prefekta Zbora Rimske kurije; s tega položaja je odstopil 26. septembra 1860.
23. junija 1854 je bil imenovan za kardinal-škofa Frascatija.